# Marion Steedman
Pour les articles homonymes, voir Steedman.
Marion Steedman est une ancienne skieuse alpine britannique.

## Arlberg-Kandahar
- Vainqueur du Kandahar 1939 à Mürren
  - Vainqueur du slalom 1939 à Mürren